# Samuel von Drauth
Samuel von Drauth (* 1706 in Kronstadt/Siebenbürgen (heute Brașov); † 16. September 1739 ebenda) war ein Siebenbürger Arzt und Mitglied der Leopoldina.
Samuel von Drauth promovierte am 4. Mai 1734 an der Universität Halle zum Doktor der Medizin. Die Dissertation trug den Titel: „Dissertatio inauguralis medica de animalibus humanorum corporum infestis hospitibus“. Von Drauth war keine lange Lebensdauer beschieden, denn er wurde am 16. September 1739 durch ein einstürzendes Gewölbe erschlagen. 
Am 30. März 1738 wurde er, wahrscheinlich aufgrund seiner Doktorarbeit, der ersten parasitologischen Arbeit eines Siebenbürgers, mit dem akademischen Beinamen Chrysippus II. als Mitglied (Matrikel-Nr. 481) in die „Leopoldina“ aufgenommen. Sein Lehrer, Johann Heinrich Schulze, hatte ihn dort empfohlen. Schulze schickte von Drauth noch Anfang 1740, also posthum, Briefe und medizinische Arbeiten. Als der damalige Präsident der „Leopoldina“, Andreas Elias Büchner, von dem tragischen Unglück erfuhr, ernannte er am 25. Juni 1740 Drauths Schwiegervater in Kronstadt, Johann Albrich, zu dessen Nachfolger. Dieser trug den Beinamen Chrysyppus III.

## Schrift
- Dissertatio inauguralis medica de animalibus humanorum corporum infestis hospitibus, Dissertation 1734.